# Angelológia
Az angelológia az angyalokkal foglalkozó keresztény teológia, magyarul „angyaltan”. Többnyire a keresztény környezetben nevelkedett emberek végzik az ezzel kapcsolatos tanulmányokat.

## Hierarchikus sorrend
Az Újszövetségben nem törekszenek arra, hogy az angyalok személyes jellegét hangsúlyozzák, ám arra ügyelnek, hogy Jézus Krisztust minden ilyen teremtett lény vagy hatalom fölé emeljék. Pál Kolossé levele egyenesen kifogásolja azt a törekvést, mely az angyalok tiszteletét túlságosan hangsúlyozza, s megfeledkezik Krisztus mindent átfogó közvetítő szerepéről Isten és az emberek között. A kinyilatkoztatás azonban a maga egészében félreérthetetlenül utal a szellemi lények létezésére, tehát elégtelen az a magyarázat, amely őket csupán az isteni fenség és hatalom jelképeinek, kifejezőinek veszi (isteni udvartartás képe), illetve szerepüket mindenestül a korabeli mitikus világképből és nyelvezetből vezeti le, s csupán a természetfeletti isteni beavatkozás megszemélyesítőit látja bennük. A tiszta szellemi lények létét eleve nem vonhatjuk kétségbe. A mi világunkban is megfigyelhetjük a lét fokozatait. Az emberben az anyagi lét mellett jelen van a szellemi tevékenység is, s e tevékenységből következtethetünk a bennünk levő szellemi princípiumra, a lélekre. Ha pedig van ilyen anyaghoz kötött szellem, akkor léteznek tiszta szellemek is.

## Kétes létezés
Mindenesetre ők nem állnak olyan oksági kapcsolatban a mi világunkkal, hogy filozófiailag következtethetnénk a létükre, mint ahogy következtetünk a Teremtő létére. Ha azonban a kinyilatkoztatás állítja létüket és mond valamit a szerepükről is, akkor megkísérelhetjük, hogy besoroljuk őket a teremtés és az üdvrend egészébe. Az angyalok kétségtelenül a teremtett világhoz, a mi világunkhoz tartoznak, s ez a világ létében nem olyan áttekinthető, nem olyan mechanikus, hogy benne az emberi szabad akaraton kívül esetleg szellemi személyes létezőknek is ne lehetne helyük. Azért ahol a természetben és a történelemben rend, struktúra, érthető egység jelentkezik, ami nem anyagi összetételű és nem mechanikus, továbbá amit nem az emberi szabad akarat dolgozott ki, s végül, ha az ilyen egység és struktúra az emberi világon kívüli értelmesség nyomait és dinamikáját árulja el, akkor lehet alapja annak a feltételezésnek, hogy ezeket szellemi teremtmények irányítják. Kérdés, hogy nem valami ilyenre gondol-e a Jel 16,5 amikor a nagy vizek angyaláról, vagy amikor a Dán 10,13.20 valamelyik nemzet angyaláról beszél. Természetesen az ilyen erők és hatalmasságok működését nemcsak az egyéni üdvösséggel kell kapcsolatba hozni, hanem úgy kell elgondolni, hogy az már valamiképpen megelőzi emberi állásfoglalásunkat a természet befolyásolásával.

## Az angyalok helye a világban
Ez nem zárja ki az őrző angyalok szerepét, hiszen minden személyes teremtménynek megvan a maga üdvrendi története és helye, s ott a személyes hatás másokra is kiterjed. Éppen ezért az őrangyalok szerepe kapcsolatos lehet a kozmoszban elfoglalt helyükkel, de ezt közelebbről nem írhatjuk körül. Így érthető az is, hogy az angyalok léte nem lehet mennyiségi, természettudományi tapasztalás tárgya. Az angyali hatás megelőzi a mennyiségi fizikai jelenséget, ezért létük igazolását legfeljebb a hitbeli tapasztalásban kereshetjük. Ha viszont az angyaloknak a világhoz való viszonya a létükben, tehát a szellem-anyag viszonyában, nem pedig személyes döntésükben gyökerezik, akkor létük és hatásuk a természettudomány sajátos önállóságát és pontosságát nem kérdőjelezi meg. De éppen szellemiségük miatt lehetséges valamilyen tapasztalható hatásuk is: s talán itt utalhatunk a megszállottság vagy a spiritizmus jelenségeire. Az, hogy a történelem folyamán az angyaloknak túl sok fizikai befolyást tulajdonítottak vagy velük helyettesítették a természet erőit, még nem ok arra, hogy egészen kétségbe vonjuk létüket vagy a kozmosz jelenségeire és az üdvösségtörténet eseményeire gyakorolt hatásukat.

## Kik ők valójában?
Nem kell tehát őket a mitikusan kiszínezett ég lakóinak gondolni, hanem valóban lehetnek erők és hatalmasságok a kozmoszban. - Ez az előfeltételezés megkönnyíti az angyalok elhelyezését a vallásos tanításban. A róluk szóló kinyilatkoztatást nem úgy kell venni, mint magáról az Istenről szóló természetfeletti híradást. Az angyalok a teremtett világ tartozékai, s a kinyilatkoztatás legföljebb megvilágítja létüket és hatásukat, s megóv attól, hogy összetévesszük őket Istennel; besorolja tevékenységüket a Krisztus által hozott megváltás rendjébe. Ezért az angelológia nem választható el a krisztológiától és az antropológiától. 

## A krisztológia és antropológia
Mind a krisztológia, mind az antropológia azt tárja föl, hogy az ember élete és üdvössége tágabb keretek között játszódik le, mint amilyet a földi események tükröznek. A kinyilatkoztatás azt hirdeti, hogy csak egyetlen üdvrend van: az, amely Krisztusban megvalósult, s az kiterjed az angyalokra is. Minden szellemiségük ellenére is közös tehát velünk a teremtett voltuk, az üdvrendjük és a végső céljuk. 

## Kapcsolatuk Istennel, Krisztussal
Ha egyszer az Atya örök Szava, a Fiú belép a világba úgy, hogy emberré lesz, akkor ő szükségszerűen minden teremtett lény ura és közvetítője, így az angyaloké is: ők is csak általa juthatnak el a kegyelmi teljességhez. Ebből következik, hogy az angyalok kegyelmét is Krisztus kegyelmének kell tartanunk, s őket is be kell sorolnunk a teremtés és az üdvrend nagy egységébe, amelyről az anakefalaiózisz beszél (Ef 1,10). - Az angelológia története. 

## Bibliai utalások
Az angyalokról szóló tanítás már megtalálható az Ószövetség régebbi könyveiben, de csak a későbbiek (Jób, Zak, Tób, Dán) adnak világosabb utalásokat. Olyan kifejezett tanítást azonban soha nem kapunk róluk, mint például a szövetségkötésről. Az angyalok létét a szent könyvek egyszerűen föltételezik, mint ahogy ott vannak a kánaáni pogány népek vallásában is. Ezért Istenhez való viszonyuk, szellemi természetük és az emberi üdvrenddel való kapcsolatuk csak később vált reflexió tárgyává. Vagyis el kellett dönteni, hogy a Szentírás mit vett át - mint a világkép tartozékát - a pogány népek démonhitéből, és mi a kinyilatkoztatott tanítás. Azt sem lehet állítani, hogy a pogány népeknek a szellemi lényekről való meggyőződése az ős kinyilatkoztatásból származik. Annak fennmaradását nem lehet igazolni. Annyi azonban biztos, hogy a Szentírás a környező népek világképének átvételekor megfelelő kritikát alkalmazott. Isten az egész kozmosz teremtője és ura.

## Filozófia, vélemények az angyalokról
Az angyalok sohasem Isten riválisai, hanem ők is alá vannak vetve annak az erkölcsi követelménynek, amely Isten és a teremtmény kapcsolatából folyik. A Szentírás csak a vallás keretei között beszél az angyalokról. Amikor számukat, nevüket, megjelenési formájukat emlegeti, sohasem létbeli adottságaikat akarja megvilágítani, hanem csak üdvrendi helyzetet magyarázó képeket használ. Ezt az angyalok világának teológiai kifejtésénél is figyelembe kell venni. - Az egyháztanítás mindig óvatos volt, amikor a Szentírás adatait kifejtette. Tulajdonképpeni dogmatikai határozat csak a szellemi teremtmények létéről van (IV. lateráni zsin., D 428; I. vat. zsin. D 1783), illetve arról, hogy a teremtő Istenen kívül minden más létező csak teremtmény. Már az atyák visszautasították a zsidó apokaliptika és a hellénista világ, különösen a gnosztikusok elgondolását, amely szerint az angyalok Isten mellett olyan örök szellemi lények, akik a világ teremtésében is segédkeztek. Az angyalokról szóló első rendszeres tárgyalás 500 körül Areopagita Dénes nevéhez fűződik, s ezt a középkori teológiát is magáévá tette. Ő a szentírási szövegeket az irodalmi műfaj figyelembevétele nélkül magyarázta, ezért az ott említett nevekből megalkotta az Angyalok 9 karát, viszont a teremtés és az üdvrend egységét nem vette figyelembe. Az angyalok természetét, szellemiségét is puszta filozófiai okoskodás alapján fejtette ki, s mint tiszta szellemeket, az ember fölé helyezte őket. A Krisztusnak való alárendeltségükről is megfeledkezett, ami pedig már Pál leveleiben világosan megtalálható. A középkori teológiában is például az angyalok kegyelmi rendje Isten kegyelmén alapszik, nem Krisztus kegyelmén. Ezen a téren csak Suáreznek volt más véleménye. Elmondhatjuk, hogy a középkori okoskodásban az angyalokból afféle metafizikai lények lettek (forma subsistens), akikre aztán nehezen lehetett ráhúzni a teológiai követelményeket. Az angyaloknak az emberi természet fölött való felsőbbrendűsége emlékeztetett az újplatonikus felfogásra, a létezők lépcsőzetes besorolására. Pedig az örök Logosz emberi természetben fejezte ki magát minden teremtmény felé, vagyis az emberi természetben levő transzcendenciát használta föl örök fiúságának tükrözésére, s ez megkérdőjelezi az angyali természet magasabbrendűségét. Ide vonatkoznak a Szentírás utalásai is (Zsid 2,7; 1Kor 6,8; Ef 3,20; 1Tim 3,16; 1Pt 1,12). A Szentírás minduntalan áttöri azt a felfogást, amelyet az újplatonikus filozófia az Isten és az ember közötti lépcsőzetes közvetítésről vallott. Mindez azt a feladatot rója ránk, hogy az angiológiát nem szabad külön tárgyalni, mint azt a hagyományos dogmatikai könyvek tették, hanem csak a krisztológia és az antropológia keretében.

## Ellentmondás
Az Ószövetségben elég későn jelentkezik az angyalokról szóló tanítás, aminek a formájában benne van a szomszédos pogány népek világképe. Az Újszövetség pedig úgy említi őket, mint a vallásos élet szélén álló tényezőket. Ennek következtében az utalások rendszerezésében és kifejtésében óvatosságra van szükség.